# Geisloch bei Münzinghof
Das Geisloch bei Münzinghof ist eine natürliche Karsthöhle bei Münzinghof, einem Gemeindeteil der mittelfränkischen Stadt Velden im Landkreis Nürnberger Land in Bayern.

## Lage
Die Höhle befindet sich etwa 2800 Meter nordwestlich von Velden nahe dem Veldener Gemeindeteil Münzinghof.

## Beschreibung
Die Höhle ist eine ehemalige Schauhöhle. Das Geisloch, auch Gaisloch geschrieben, ist im Höhlenkataster Fränkische Alb (HFA) mit der Nummer D 16 gelistet, daneben ist sie vom Bayerischen Landesamt für Denkmalpflege als Bodendenkmal Nummer D-5-6334-0025: „Höhlenstation vor- und frühgeschichtlicher Zeitstellung“ aufgeführt.
Die Höhle hat sich im gebankten Riffdolomit gebildet und weist eine Gesamtlänge von etwa 145 Metern auf. Das Höhlensystem ist horizontal angelegt und besteht aus drei hintereinander liegenden Hallen, vorne die sogenannte Küche, dann die „Seehalle“ und weiter innen die „Lehmkammer“. Dort befinden sich fast überall Höhlenlehm, einige Tropfsteine, Wand- und Bodensinter sowie in den beiden vorderen Hallen je ein kleiner See (12 mal 5 Meter) mit schwankendem Wasserstand.

## Geschichte
Bedeutung erlangte die Höhle durch prähistorische Lesefunde aus der Jungsteinzeit, der Bronze- und Urnenfelderzeit sowie der Hallstatt- und Latènezeit, ebenso wurden Funde aus der Neuzeit geborgen. Sie bestanden aus menschlichen Skelettresten und großen Mengen von zerscherbter Keramik. Weshalb sie zu den früheren Zeiten begangen wurde, ist nicht bekannt, als Wohnhöhle war sie kaum geeignet. Möglicherweise gehörte sie zu einer vorgeschichtlichen Siedlung und wurde als Wasserstelle und als Vorratsraum oder als Kultraum genutzt. Archäologisch untersucht wurde die Höhle bisher noch nicht.
Das Geisloch ist eine der ältesten bekannten und befahrenen Höhlen der Fränkischen Alb. Eine erste schriftliche Erwähnung als „Geisselloh“ (Wald eines Geisel) geht auf das Jahr 1534 zurück. Ihren Namen Geislochhöhle erhielt sie wohl erst durch den 1906 begonnenen, ehemaligen Schauhöhlenbetrieb. Bekannt war sie auch durch den Abbau von Höhlenlehm zur Gewinnung von Heilerde während des 17. und 18. Jahrhunderts. Der Lehm wurde zu Heilzwecken zu runden Tabletten der Terra Sigillata (Mittelalterliche und neuzeitliche Siegelerde) gepresst und verkauft. Das Gebiet um Velden gehörte bis 1806 zum Territorium der Reichsstadt Nürnberg und daher wurden sie mit dem Wappen des Veldener Pflegamtes oder dem Nürnberger Stadtwappen gesiegelt. Sie sollten gegen Sodbrennen und andere Magenbeschwerden helfen.
Einige der originalen Siegelerdetabletten befinden sich in der Sammlung des Germanischen Nationalmuseums in Nürnberg.

## Zugang
Die Höhle ist vom 1. April bis zum 30. September frei zugänglich. Zum Schutze von Fledermäusen ist sie in den Wintermonaten verschlossen. Der Einstieg erfolgt über einen steilen, etwa 12 Meter tiefen Einsturztrichter. Die Höhle kann mit entsprechender Ausrüstung befahren werden.
Zu erreichen ist die Höhle nur zu Fuß über einen mit rotem Kreis gekennzeichneten Wanderweg.